# Афанасьевское сельское поселение (Ивановская область)
Афана́сьевское се́льское поселе́ние — муниципальное образование в Шуйском районе Ивановской области Российской Федерации.
Административный центр — село Афанасьевское.

## Географические данные
- Общая площадь: ? км²
- Расположение: восточная часть Шуйского района
- Граничит:
  - на западе — с городом Шуя
  - на юго-западе и юге — с Остаповским сельским поселением
  - на востоке и юго-востоке — с Палехским районом
  - на севере — с Васильевским сельским поселением

В границах Афанасьевского сельского поселения, в 0,4 км северо-западнее деревни Тепляково, находится озеро Тепляковское, самое глубокое в Ивановской области.

## История
Образовано 25 февраля 2005 года, в соответствии с Законом Ивановской области N 52-ОЗ «О городском и сельских поселениях в Шуйском муниципальном районе».

## Население
| 2002  | 2010  | 2011  | 2012  | 2013  | 2014  | 2015  |
| ----- | ----- | ----- | ----- | ----- | ----- | ----- |
| 1892  | ↘1724 | ↘1722 | ↗1744 | ↘1723 | ↗1737 | ↗1768 |
| 2016  | 2017  | 2018  | 2019  | 2020  | 2021  |       |
| ↘1765 | ↘1745 | ↗1750 | ↘1712 | ↘1691 | ↘1649 |       |

На 1 января 2013 года население в трудоспособном возрасте составляло 1251 человек (71% от всей численности населения), дети до 18 лет – 241 человек (15% от всей численности населения), пенсионеры - 252 человек (15 % от всей численности населения) .

## Состав сельского поселения
| №  | Населённый пункт | Тип населённого пункта       | Население |
| -- | ---------------- | ---------------------------- | --------- |
| 1  | Арефино          | деревня                      | ↗234      |
| 2  | Афанасьевское    | село, административный центр | ↗524      |
| 3  | Гари             | деревня                      | ↘5        |
| 4  | Колобово         | деревня                      | ↘16       |
| 5  | Кочнево          | деревня                      | ↘106      |
| 6  | Кудряково        | деревня                      | ↘42       |
| 7  | Леньково         | деревня                      | ↘4        |
| 8  | Максимцево       | деревня                      | ↘0        |
| 9  | Павлюково        | деревня                      | ↘30       |
| 10 | Пустошь          | село                         | ↘662      |
| 11 | Севастьяново     | деревня                      | ↘13       |
| 12 | Тепляково        | деревня                      | ↘78       |
| 13 | Филатовка        | деревня                      | ↘10       |

## Местное самоуправление
Администрация сельского поселения находится по адресу: 155928, Ивановская область, Шуйский район, с. Афанасьевское, д.40.
Глава администрации — Замятина Наталья Адольфона.